# Почтовые индексы в Греции

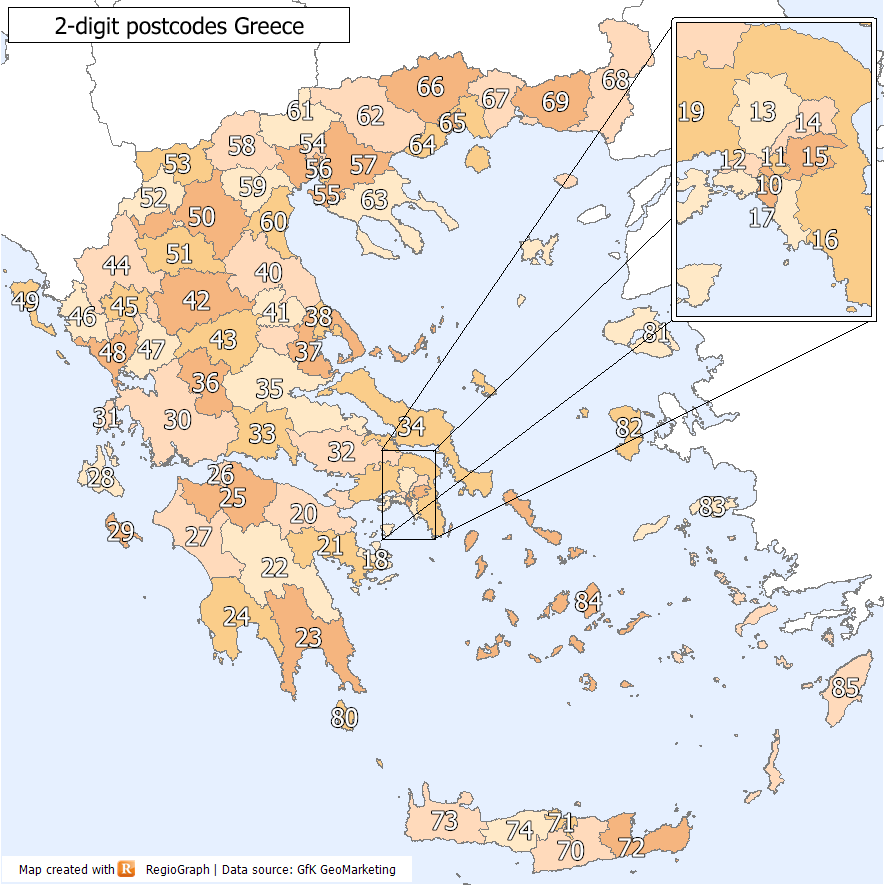
Почтовые индексы Греции (первый разряд цифр)

Почтовые индексы Греции представляют собой систему пятизначных цифровых кодов, применяемых для почтовой индексации на территории Греции.

## Описание
Греческая система почтовых индексов находится в ведении Греческой почты — ELTA (греч. Ελληνικά Ταχυδρομεία).
Все почтовые индексы в Греции числовые и состоят из пяти цифр. Каждый город, улица или сельский район имеет уникальный пятизначный номер. Первые три цифры идентифицируют город, муниципальное образование или периферию. В крупных городах последние две цифры определяют улицы или части улиц.
Почтовые индексы, начинающиеся с цифр между 100 и 180 используются в Афинах; индексы, начинающиеся с цифр 180 и до 199, используются для остальных частей Аттики.
Для второго и третьего разрядов цифр в греческих индексах используется сложная система формирования:
- В менее населенных районах, третья цифра всегда 0, а последние две цифры определяют муниципалитеты в периферии. Как правило, эта цифра не превышает 50 или 60;
- В более населенных районах, третья цифра как правило больше ноля и может достигать величины 6 или 8;
- В крупных городах третья цифра колеблется от 1 до 9. Если эта часть индекса достигает 8 или 9, четвёртая и пятая цифры достигает величины в 80 или 99.

Индексы, начинающиеся с 900, не используются.

## История
До 1983 года в Афинах и других крупных городах использовалась трёхзначная система индексов.